# Georg Tumbült
Georg Tumbült (* 29. August 1856 in Münster; † 1. April 1947 in Donaueschingen) war ein westfälisch-badischer Archivar und Historiker.

## Leben
Georg Tumbült promovierte 1879 an der Akademie in Münster zum Doktor der Philosophie, wo er sein Studium begonnen hatte. Zwischenzeitlich hatte er aber auch die Universitäten in München und Straßburg besucht. Seine Berufstätigkeit begann Tumbült in den Archiven von Münster und Düsseldorf. 1886 wurde er als Archivsekretär an das Fürstlich Fürstenbergische Archiv nach Donaueschingen berufen und 1899 wurde er als Nachfolger von Franz Ludwig von Baumann Vorstand des Archivs. 1903 beförderte man ihn zum Archivrat und 1928 zum Oberarchivrat. Zum 1. Juli des Folgejahres trat er in den Ruhestand.
Seine Dissertation hatte das Thema: Kaiser Karl IV. und seine Beziehungen zu den schwäbischen Reichsstädten vom Jahre 1370 bis zur Gründung des Städtebundes im Jahre 1376 und wurde 1879 in Münster veröffentlicht. Während er sich in den frühen Jahren seiner wissenschaftlichen Tätigkeit noch viel mit der Geschichte seiner westfälischen Heimatregion befasste, beschränkte er sich später auf die Region seiner Wahlheimat in Südwestdeutschland.
Plattform für die Veröffentlichung seiner wissenschaftlich historischen Werke waren hier die Zeitschrift für die Geschichte des Oberrheins und die Schriften des Vereins für Geschichte und Naturgeschichte der Baar und der Angrenzenden Landesteile in Donaueschingen. Besonders erwähnenswert ist seine Mitarbeit bei der Herausgabe der fürstenbergischen Urkunden des 16. Jahrhunderts.
Zeitweise leitete er auch die Hofbibliothek Donaueschingen und die Fürstlich Fürstenbergischen Sammlungen. Von 1897 bis 1930 war Tumbült Vorsitzender des Baarvereins, des Vereins für Geschichte und Naturgeschichte der Baar.

## Werke
- Kaiser Karl IV. und seine Beziehungen zu den schwäbischen Reichsstädten vom Jahre 1370 bis zur Gründung des Städtebundes im Jahre 1376, Dissertation, Münster 1879 Digitalisat der ULB Münster (siehe hierzu auch Verzeichnis in: Schriften des Vereins für Geschichte und Naturgeschichte der Baar und der angrenzenden Landesteile in Donaueschingen. Band XXIII/1954, Werkverzeichnis S. 9–11, Donaueschingen 1954 (online) und wikisource)
- Georg Tumbült: Die Wiedertäufer. Die socialen und religiösen Bewegungen zur Zeit der Reformation (= Eduard Heyck in Verbindung mit Anderen [Hrsg.]: Monographien zur Weltgeschichte. Band VII). Verlag von Velhagen und Klasing, Bielefeld / Leipzig 1899, urn:nbn:de:bsz:180-digad-27120.
- Das Fürstlich Fürstenbergische Hoftheater zu Donaueschingen 1775-1850, Donaueschingen 1904.